# G (слово латинице)
G (ге) је седмо слово латинице и једанаесто слово српске латинице. Такође је ознака за звучни веларни оклузивни сугласник у фонетици српског језика, као и већем броју других језика.

## Историја
Слово G је почело као фенички gimel, да би се кроз векове развило у G какво данас познајемо.
| Прото семитска C | Феничко Gamel | Грчко Gama | Етрушћанско C | Римско C | Римско G |
| ---------------- | ------------- | ---------- | ------------- | -------- | -------- |
| Прото семитска C | Феничко Gamel | Грчко Gama | Етрушћанско C | Римско C | Римско G |

| Велико писано G | Старо Турско G | Оријентално мало G | Сигнално наутичко G - ICS Golf | Брајева абецеда G | Абецеда глувонемих G |
| --------------- | -------------- | ------------------ | ------------------------------ | ----------------- | -------------------- |
| Велико писано G | Старо турско G | Оријентално G      | Сигнално наутичко G            | Брајева абецеда G | Абецеда глувонемих G |